# Проб (византијски епископ)
Проб је био византијски епископ у периоду од 303. до 314. године. Његов претходник био је епископ Руфин, а његов наследник Метрофан .